# Мунро (Буэнос-Айрес)
Мунро (исп. Munro) — город в Аргентине в провинции Буэнос-Айрес в муниципалитете Висенте-Лопес, часть агломерации Большой Буэнос-Айрес.

## История
В начале XX века через эти места прошла железная дорога, и в 1912 году здесь была построена железнодорожная станция, названная в честь Дункана Маккея Мунро — одного из работников английской компании, строившей эту дорогу.
В 1931 году Энрике Сусини основал здесь первую аргентинскую кинокомпанию «Lumiton», которая с 1931 по 1952 годы выпустила свыше 180 полнометражных фильмов. В 2004 году в бывшем здании кинокомпании был открыт музей.

## Известные уроженцы
- Карлос Мануэль Морете (род.1952) — футболист